# プルプル酸
プルプル酸（プルプルさん、英語: Purpuric acid）は、バルビツール酸に関連する窒素化合物。